# Fazakas János
Fazakas János (Málnás, 1910. augusztus 26. – Kolozsvár, 1979. augusztus 3.) magyar orvos, orvosi szakíró.

## Életútja
Középiskoláit Sepsiszentgyörgyön a Székely Mikó Kollégiumban, egyetemi tanulmányait Bukarestben végezte, ahol a Koós Ferenc Kör diákosztályának volt az elnöke és bekapcsolódott Dimitrie Gusti professzor szociológiai intézetének monografikus kutatásaiba (romániai falukutatás). Egyetemi pályáját Kolozsvárt kezdte, tanár a marosvásárhelyi OGYI, majd a kolozsvári OGYI továbbképző intézetében; az ortopéd és traumatológiai klinika vezetője. Első tudományos munkáit az EME orvostudományi szakosztályán mutatta be. Szaktanulmányai magyar, román, német, francia, orosz, angol és bolgár nyelven jelentek meg. Az Excerpta Medica c. amszterdami szakfolyóirat szerkesztőbizottsági tagja volt.